# Luca Ferrari (Diplomat)
Luca Ferrari (* 28. Oktober 1961 in Rom) ist ein italienischer Diplomat, der Botschafter in Saudi-Arabien und China war.

## Leben
Ferrari wuchs als Sohn eines Berufsdiplomaten in verschiedenen Ländern auf und erlernte dabei fünf Sprachen, die er fließend spricht. 1984 erlangte er einen Masterabschluss der Politikwissenschaft an der Universität Rom. Er ist Mitarbeiter von „Aspenia“, der geopolitischen Zeitschrift des Aspen Institute Italy. Er hält regelmäßige Vorträge für das Executive Management Program der IE Business School, Spanien.
Er ist verheiratet und hat einen Sohn.

## Diplomatische Karriere
1986 trat Ferrari in den auswärtigen Dienst und wurde bis 1999 in Moskau und Washington, D.C. beschäftigt.
Ab 1999 war er Assistent des Außenministers und leitete bis 2005 die Abteilung Naher Osten.
Von 2005 bis 2009 war er Gesandtschaftsrat in Washington, DC.
Von 2009 Oktober 2013 war er stellvertretender Leiter der Botschaft in Madrid.
Von Oktober 2013 bis Dezember 2015 war er im italienischen Außenministerium in Rom als stellvertretender Generaldirektor für globale Angelegenheiten und Zentraldirektor für wirtschaftliche und finanzielle multilaterale Zusammenarbeit tätig.
Im Dezember 2015 wurde Ferrari zum Botschafter in Riad ernannt, wo er am 7. März 2016 akkreditiert wurde. Ab Januar 2020 wirkte er als italienischer Botschafter in China.